# Bohuslava Kecková
Bohuslava Kecková (Reino da Boêmia, 18 de março de 1854 — Kostomlaty nad Labem, 17 de outubro de 1911) foi uma médica e escritora boêmia, tendo sido a primeira mulher a ganhar o diploma de medicina na região que é, atualmente, a República Checa. 